# Yves Duhard
Pour les articles homonymes, voir Duhard.
Yves Duhard, est né le 11 juillet 1955 à Bagnères-de-Bigorre. C’est un joueur de rugby à XV, qui a joué avec l'équipe de France et le Stade bagnérais au poste de deuxième ligne (1,95 m pour 108 kg). 

## Carrière de joueur

### En club
- Stade bagnérais

### En équipe nationale
Il a disputé un test match le 2 février 1980 contre l'équipe d'Angleterre.  

## Palmarès

### En club
- Championnat de France de première division :
  - Vice-champion (2) : 1979 et 1981

### En équipe nationale
- Sélections en équipe nationale : 1
- Tournoi des Cinq Nations disputé :  1980